# John Walker (atleet)
John George (John) Walker KNZM, CBE (Papakura, 12 januari 1952) is een voormalige Nieuw-Zeelandse atleet, die gespecialiseerd was in de middellange afstand. In de jaren zeventig behoorde hij tot de wereldtop op de 1500 m. Hij werd Engels AAA-kampioen op de 3000 m en meervoudig Nieuw-Zeelands kampioen op de 800 m en de 1500 m. Ook nam hij tweemaal deel aan de Olympische Spelen en won hierbij een gouden medaille. Hij bezat tevens de wereldrecords op de Engelse mijl en de 2000 m.

## Biografie

### Eerste internationale successen
In 1974 liet Walker voor het eerst internationaal van zich spreken bij de Gemenebestspelen. Op de 800 m won hij met een persoonlijke recordtijd van 1.44,92 een bronzen medaille achter de Kenianen John Kipkurgat en Mike Boit. Op de 1500 m won hij een zilveren medaille. Met een tijd van 3.32,52 finishte hij achter de Tanzaniaan Filbert Bayi (goud; 3.32,16). Bayi verbeterde met zijn prestatie het wereldrecord, maar ook Walker bleef met zijn tijd van 3.32,16 onder het oude record van 1967.

### Olympisch kampioen
In 1976 maakt hij zijn olympisch debuut op de Olympische Spelen van Montreal. Op de 1500 m veroverde hij een gouden medaille. Met een finishtijd van 3.39,17 bleef hij de Belg Ivo Van Damme (zilver; 3.39,27) en de West-Duitser Paul-Heinz Wellmann (brons; 3.39,33) voor.
Wegens de boycot kon hij zijn land niet vertegenwoordigen op de Olympische Spelen van 1980. In 1984 moest hij zich op de Olympische Spelen van Los Angeles tevreden stellen met een achtste plaats op de 5000 m. Door blessures kon hij niet meedoen aan de Gemenebestspelen van 1978.

### Wereldrecords
Ook op de mijl is John Walker beroemd geworden. Op 12 augustus 1975 verbeterde hij in Göteborg met een tijd van 3.49,4 het wereldrecord. Hij was hiermee de eerste loper die binnen de 3 minuten en 50 seconden finishte.
Een jaar later deed hij, kort voor de Spelen in Montreal, in het Bislett Stadion in Oslo een van tevoren aangekondigde recordpoging op de relatief weinig gelopen 2000 m. Hij slaagde in zijn opzet en tracteerde de ruim 15.500 toeschouwers op een tijd van 4.51,4, die hem prompt beloonden met de beroemde "Bislett Roar". Walker verbeterde het bestaande record van Harald Norpoth met bijna vijf seconden!
Overigens was John Walker drie jaar ervoor al betrokken geweest bij een wereldrecordverbetering in het Bislett Stadion. Op 22 augustus 1973 had hij, samen met zijn landgenoten Tony Polhill, Rod Dixon en Dick Quax op de 4 x 1500 m estafette een tijd neergezet van 14.40,4, ruimschoots onder het bestaande record van 14.49,0. Aangezien echter door de organisatoren was verzuimd om een ander estafetteteam te contracteren en er uiteindelijk te elfder ure een gelegenheidsteam werd samengesteld, waarvan een van de deelnemers het bovendien bestond om zijn aandeel zonder estafettestokje af te leggen, waardoor deze onbedoeld als 'haas' voor Walker fungeerde, werd het record door de IAAF niet geratificeerd.
De Nieuw-Zeelander was aan het einde van zijn sportieve carrière de eerste 40-jarige die de mijl binnen de vier minuten liep. Door blessures was hij genoodzaakt om te stoppen met sport.

### Ziekte van Parkinson
In 1990 werd John Walker opgenomen in de Nieuw-Zeelandse Sport Hall of Fame. In 1996 maakte hij bekend dat hij de Ziekte van Parkinson heeft. In 2009 werd hij geridderd en werd zijn naam veranderd in Sir John Walker.
Tegenwoordig runt hij met zijn vrouw een winkel voor de paardensport. Samen met zijn vrouw heeft hij vier kinderen: Elizabeth, Richard, Timothy en Caitlin.

## Titels
- Olympisch kampioen 1500 m - 1976
- Engels AAA-kampioen 3000 m - 1990
- Nieuw-Zeelands kampioen 800 m - 1972, 1973, 1977, 1980, 1981, 1982, 1988, 1990
- Nieuw-Zeelands kampioen 1500 m - 1974, 1979, 1980, 1981, 1982, 1983, 1986

## Persoonlijke records
Outdoor
| Afstand     | Prestatie                        | Datum           | Plaats       |
| ----------- | -------------------------------- | --------------- | ------------ |
| 800 m       | 1.44,92                          | 29 januari 1974 | Christchurch |
| 1000 m      | 2.16,57 (ex-AR)                  | 1 juli 1980     | Oslo         |
| 1500 m      | 3.32,4                           | 30 juli 1975    | Oslo         |
| 1 Eng. mijl | 3.49,08 (nat. rec.)              | 7 juli 1982     | Oslo         |
| 2000 m      | 4.51,4 (el. 4.51,52) (nat. rec.) | 30 juni 1976    | Oslo         |
| 3000 m      | 7.37,49 (nat. rec.)              | 17 juli 1982    | Londen       |
| 2 Eng. mijl | 8.20,57                          | 1975            |              |
| 5000 m      | 13.19,28                         | 8 juli 1986     | Cork         |

Indoor
| Afstand     | Prestatie           | Datum            | Plaats          |
| ----------- | ------------------- | ---------------- | --------------- |
| 1000 m      | 2.20,86 (nat. rec.) | 8 februari 1986  | East Rutherford |
| 1 Eng. mijl | 3.52,8 (nat. rec.)  | 20 februari 1981 | San Diego       |
| 2000 m      | 5.03,8 (nat. rec.)  | 7 februari 1981  | Louisville      |

## Werelddeel- en wereldrecords
| Discipline  | Prestatie                 | Datum            | Plaats   |
| ----------- | ------------------------- | ---------------- | -------- |
| 1000 m      | 2.16,57 (AR)              | 1 juli 1980      | Oslo     |
| 1 Eng. mijl | 3.49,4 (WR)               | 12 augustus 1975 | Göteborg |
| 2000 m      | 4.51,4 (el. 4.51,52) (WR) | 30 juni 1976     | Oslo     |

## Palmares

### 800 m
- 1973:  Pacific Conference Games - 1.50,0
- 1974:  Gemenebestspelen - 1.44,92
- 1976:  Engelse AAA-kamp. - 1.46,86
- 1977:  Engelse AAA-kamp. - 1.47,75
- 1979:  Engelse AAA-kamp. - 1.47,73
- 1981:  Pacific Conference Games - 1.49,41
- 1982:  Engelse AAA-kamp. - 1.46.10
- 1982: 4e Gemenebestspelen - 1.46,23

### 1500 m
- 1974:  Gemenebestspelen - 3.32,52
- 1976:  OS - 3.39,17
- 1980:  Engelse AAA-kamp. - 4.04,62
- 1981:  Wereldbeker - 3.35,49
- 1982:  Gemenebestspelen - 3.43,11

### 3000 m
- 1981:  ISTAF - 7.46,85
- 1990:  Engelse AAA-kamp. - 8.05,01

### 5000 m
- 1981:  Engelse AAA-kamp. - 13.20,89
- 1984: 8e OS - 13.24,46
- 1986: 5e Gemenebestspelen - 13.35,34

### 1 Eng. mijl
- 1987:  Emsley Carr Mile - 3.58,75

### halve marathon
- 1987:  Waiatarua Half Marathon - 1:08.39

### veldlopen
- 1975: 4e WK - 35.45

1896: Teddy Flack ·
1900: Charles Bennett ·
1904: Jim Lightbody ·
1908: Mel Sheppard ·
1912: Arnold Jackson ·
1920: Albert Hill ·
1924: Paavo Nurmi ·
1928: Harri Larva ·
1932: Luigi Beccali ·
1936: Jack Lovelock ·
1948: Henry Eriksson ·
1952: Josy Barthel ·
1956: Ron Delany ·
1960: Herb Elliott ·
1964: Peter Snell ·
1968: Kipchoge Keino ·
1972: Pekka Vasala ·
1976: John Walker ·
1980: Sebastian Coe ·
1984: Sebastian Coe ·
1988: Peter Rono ·
1992: Fermín Cacho ·
1996: Noureddine Morceli ·
2000: Noah Ngeny ·
2004: Hicham El Guerrouj ·
2008: Asbel Kiprop ·
2012: Taoufik Makhloufi ·
2016: Matthew Centrowitz ·
2020: Jakob Ingebrigtsen ·
2024: Cole Hocker
- World Athletics: 14347452
- International Standard Name Identifier: 0000 0001 1496 7704
- Library of Congress Control Number: n85019403
- Museum of New Zealand Te Papa Tongarewa: 44278